# Повзнер Аркадій Борисович
Повзнер Аркадій Борисович (нар. 16 вересня 1950, Одеса, УРСР — пом. 7 листопада 2017, Одеса, Україна) — радянський, український кінооператор-постановник.

## Життєпис
Народився 16 вересня 1950 р. в Одесі. 
Закінчив Всесоюзний державний інститут кінематографії (1976). 
З 1977 року — кінооператор-постановник Одеської кіностудії. Співпрацював з кінорежисерами О. Полинніковим (більшість картин), Г. Юнгвальд-Хилькевичем, В. Федосовим, В. Козачковим, Г. Карюком та ін.
Член Національної Спілки кінематографістів України.
Помер 7 листопада 2017 року в Одесі.

## Фільмографія
Зняв фільми:
- «У нас новенька» (1977, к/м)
- «Козаки-розбійники» (1979)
- «Зигзаг» (1980, к/м)
- «Бережіть жінок» (1981, у співавт.)
- «Просто жах!» (1982)
- «Любочка» (1984)
- «Поживемо — побачимо» (1985)
- «Вище Радуги» (1986, реж. Г. Юнгвальд-Хилькевич)
- «Привід» (1986)
- «Приморський бульвар» (1988, 2 с)
- «День кохання» (1990) та ін.